# ジャン＝ピエール・ロリ
ジャン＝ピエール・ロリ（Jean-Pierre Lorit）は、フランス出身の俳優。

## 略歴
国立高等舞台芸術学校を卒業後、フランス国立高等演劇学校(コンセルヴァトワール)に学ぶ。数々の舞台に出演。映画ではクシシュトフ・キェシロフスキ監督の『トリコロール/赤の愛』への出演でよく知られている。

## 出演作品
- ジャンヌ/愛と自由の天使 Jeanne la Pucelle II - Les prisons (1994)
- トリコロール/赤の愛 Trois couleurs: Rouge  (1994)
- 溺れゆく女 Alice et Martin (1998)
- 趣味の問題 Une affaire de goût (2000)
- 上海の伯爵夫人 The White Countess (2005)